# بويبلا دي أرينوسو
بلدية بويبلا دي أرينوسو (بالإسبانية: Puebla de Arenoso)‏، هي إحدى بلديات مقاطعة كاستيلون التي تقع في منطقة بلنسية، في شرق إسبانيا.
يبلغ عدد سكانها 184 نسمة وفقاً لإحصائية سنة (2006).